# ATP World Tour 2011
ATP World Tour 2011 představoval elitní tenisový okruh pro profesionály, hraný v sezóně 2011, jenž organizovala Asociace profesionálních tenistů.
Okruh zahrnoval turnaje Grand Slamu – organizované Mezinárodní tenisovou federací (ITF), události kategorií ATP World Tour Masters 1000, ATP World Tour 500, ATP World Tour 250 , závěrečný Turnaj mistrů, dále pak týmové soutěže pořádané ITF – Světový pohár družstev, Davisův pohár a také Hopmanův pohár, z něhož si hráči nepřipsali do žebříčku žádné body.

## Chronologický přehled turnajů
Legenda
Tabulky měsíců uvádí vítěze a finalisty dvouhry i čtyřhry a dále pak semifinalisty a čtvrtfinalisty dvouhry. Zápis –D/–Q/–Č/–X uvádí počet hráčů dvouhry/hráčů kvalifikace dvouhry/párů čtyřhry/párů mixu. (ZS) – základní skupina.
| Grand Slam                  |
| ATP World Tour Finals       |
| ATP World Tour Masters 1000 |
| ATP World Tour 500          |
| ATP World Tour 250          |
| Týmové soutěže              |

### Leden
| Týden od  | Turnaj                                                                                               | Vítězové                                             | Finalisté                       | Semifinalisté                                                         | Čtvrtfinalisté                                                        |
| --------- | --- | ---------------------------------------------------- | ------------------------------- | --------------------------------------------------------------------- | --------------------------------------------------------------------- |
| 3. ledna  | Hyundai Hopman Cup Perth, Austrálie Hopman Cup A$1,000,000 – tvrdý (h) – 8 týmů (ZS)                 | USA 2–1                                              | Belgie (náhradník)              | Základní skupina A Srbsko (finalista/odstoupilo) Austrálie Kazachstán | Základní skupina B Francie Itálie Velká Británie                      |
| 3. ledna  | Brisbane International Brisbane, Austrálie ATP World Tour 250 $372,500 – tvrdý – 32D/32Q/16Č         | Robin Söderling 6–3, 7–5                             | Andy Roddick                    | Radek Štěpánek Kevin Anderson                                         | Matthew Ebden Florian Mayer Santiago Giraldo Marcos Baghdatis         |
| 3. ledna  | Brisbane International Brisbane, Austrálie ATP World Tour 250 $372,500 – tvrdý – 32D/32Q/16Č         | Lukáš Dlouhý Paul Hanley 6–4, skreč                  | Robert Lindstedt Horia Tecău    | Radek Štěpánek Kevin Anderson                                         | Matthew Ebden Florian Mayer Santiago Giraldo Marcos Baghdatis         |
| 3. ledna  | Aircel Chennai Open Čennaí, Indie ATP World Tour 250 $398,250 – tvrdý – 32D/32Q/16Č                  | Stanislas Wawrinka 7–5, 4–6, 6–1                     | Xavier Malisse                  | Tomáš Berdych Janko Tipsarević                                        | Blaž Kavčič Robin Haase Björn Phau Kei Nišikori                       |
| 3. ledna  | Aircel Chennai Open Čennaí, Indie ATP World Tour 250 $398,250 – tvrdý – 32D/32Q/16Č                  | Mahesh Bhupathi Leander Paes 6–2, 6–7(3–7), [10–7]   | Robin Haase David Martin        | Tomáš Berdych Janko Tipsarević                                        | Blaž Kavčič Robin Haase Björn Phau Kei Nišikori                       |
| 3. ledna  | Qatar Open Dauhá, Katar ATP World Tour 250 $1,024,000 – tvrdý – 32D/32Q/16Č                          | Roger Federer 6–3, 6–4                               | Nikolaj Davyděnko               | Rafael Nadal Jo-Wilfried Tsonga                                       | Ernests Gulbis Ivo Karlović Guillermo García-López Viktor Troicki     |
| 3. ledna  | Qatar Open Dauhá, Katar ATP World Tour 250 $1,024,000 – tvrdý – 32D/32Q/16Č                          | Marc López Rafael Nadal 6–3, 7–6(7–4)                | Daniele Bracciali Andreas Seppi | Rafael Nadal Jo-Wilfried Tsonga                                       | Ernests Gulbis Ivo Karlović Guillermo García-López Viktor Troicki     |
| 10. ledna | Medibank International Sydney Sydney, Austrálie ATP World Tour 250 $372,500 – tvrdý – 28D/32Q/16Č    | Gilles Simon 7–5, 7–6(7–4)                           | Viktor Troicki                  | Ernests Gulbis Florian Mayer                                          | Alexandr Dolgopolov Serhij Stachovskyj Richard Gasquet Potito Starace |
| 10. ledna | Medibank International Sydney Sydney, Austrálie ATP World Tour 250 $372,500 – tvrdý – 28D/32Q/16Č    | Lukáš Dlouhý Paul Hanley 6–7(6–8), 6–3, [10–5]       | Bob Bryan Mike Bryan            | Ernests Gulbis Florian Mayer                                          | Alexandr Dolgopolov Serhij Stachovskyj Richard Gasquet Potito Starace |
| 10. ledna | Heineken Open Auckland, Nový Zéland ATP World Tour 250 $355,500 – tvrdý – 28D/32Q/16Č                | David Ferrer 6–3, 6–2                                | David Nalbandian                | Santiago Giraldo Nicolás Almagro                                      | Philipp Kohlschreiber Thomaz Bellucci John Isner Adrian Mannarino     |
| 10. ledna | Heineken Open Auckland, Nový Zéland ATP World Tour 250 $355,500 – tvrdý – 28D/32Q/16Č                | Marcel Granollers Tommy Robredo 6–4, 7–6(8–6)        | Johan Brunström Stephen Huss    | Santiago Giraldo Nicolás Almagro                                      | Philipp Kohlschreiber Thomaz Bellucci John Isner Adrian Mannarino     |
| 17. ledna | Australian Open Melbourne, Austrálie Grand Slam A$10,712,240 – tvrdý 128D/128Q/64Č/32X               | Novak Djoković 6–4, 6–2, 6–3                         | Andy Murray                     | David Ferrer Roger Federer                                            | Rafael Nadal Alexandr Dolgopolov Tomáš Berdych Stanislas Wawrinka     |
| 17. ledna | Australian Open Melbourne, Austrálie Grand Slam A$10,712,240 – tvrdý 128D/128Q/64Č/32X               | Bob Bryan Mike Bryan 6–3, 6–4                        | Mahesh Bhupathi Leander Paes    | David Ferrer Roger Federer                                            | Rafael Nadal Alexandr Dolgopolov Tomáš Berdych Stanislas Wawrinka     |
| 17. ledna | Australian Open Melbourne, Austrálie Grand Slam A$10,712,240 – tvrdý 128D/128Q/64Č/32X               | Daniel Nestor Katarina Srebotniková 6–3, 3–6, [10–7] | Paul Hanley Čan Jung-žan        | David Ferrer Roger Federer                                            | Rafael Nadal Alexandr Dolgopolov Tomáš Berdych Stanislas Wawrinka     |
| 31. ledna | SA Tennis Open Johannesburg, Jihoafrická republika ATP World Tour 250 $442,500 – tvrdý – 32D/32Q/16Č | Kevin Anderson 4–6, 6–3, 6–2                         | Somdev Devvarman                | Adrian Mannarino Izak van der Merwe                                   | Frank Dancevic Karol Beck Rik de Voest Simon Greul                    |
| 31. ledna | SA Tennis Open Johannesburg, Jihoafrická republika ATP World Tour 250 $442,500 – tvrdý – 32D/32Q/16Č | James Cerretani Adil Shamasdin 6–3, 3–6, [10–7]      | Scott Lipsky Rajeev Ram         | Adrian Mannarino Izak van der Merwe                                   | Frank Dancevic Karol Beck Rik de Voest Simon Greul                    |
| 31. ledna | PBZ Zagreb Indoors Záhřeb, Chorvatsko ATP World Tour 250 €398,250 – tvrdý (h) – 32D/32Q/16Č          | Ivan Dodig 6–3, 6–4                                  | Michael Berrer                  | Florian Mayer Guillermo García-López                                  | Marin Čilić Richard Gasquet Alex Bogomolov Ivan Ljubičić              |
| 31. ledna | PBZ Zagreb Indoors Záhřeb, Chorvatsko ATP World Tour 250 €398,250 – tvrdý (h) – 32D/32Q/16Č          | Dick Norman Horia Tecău 6–3, 6–4                     | Marcel Granollers Marc López    | Florian Mayer Guillermo García-López                                  | Marin Čilić Richard Gasquet Alex Bogomolov Ivan Ljubičić              |
| 31. ledna | Movistar Open Santiago, Chile ATP World Tour 250 $398,250 – antuka – 32D/32Q/16Č                     | Tommy Robredo 6–2, 2–6, 7–6(7–5)                     | Santiago Giraldo                | Potito Starace Fabio Fognini                                          | Horacio Zeballos Juan Ignacio Chela Thomaz Bellucci Máximo González   |
| 31. ledna | Movistar Open Santiago, Chile ATP World Tour 250 $398,250 – antuka – 32D/32Q/16Č                     | Marcelo Melo Bruno Soares 6–3, 7–6(7–3)              | Łukasz Kubot Oliver Marach      | Potito Starace Fabio Fognini                                          | Horacio Zeballos Juan Ignacio Chela Thomaz Bellucci Máximo González   |

### Únor
| Týden od  | Turnaj | Vítězové | Finalisté                                                                    | Semifinalisté                       | Čtvrtfinalisté                                                   |
| --------- | --- | --- | ---------------------------------------------------------------------------- | ----------------------------------- | ---------------------------------------------------------------- |
| 7. února  | ABN AMRO World Tennis Tournament Rotterdam, Nizozemsko ATP World Tour 500 €1,150,000 – tvrdý (h) – 32D/32Q/16Č | Robin Söderling 6–3, 3–6, 6–3                                                                                                | Jo-Wilfried Tsonga                                                           | Viktor Troicki Ivan Ljubičić        | Michail Južnyj Marin Čilić Tomáš Berdych Marcos Baghdatis        |
| 7. února  | ABN AMRO World Tennis Tournament Rotterdam, Nizozemsko ATP World Tour 500 €1,150,000 – tvrdý (h) – 32D/32Q/16Č | Jürgen Melzer Philipp Petzschner 6–4, 3–6, [10–5]                                                                            | Michaël Llodra Nenad Zimonjić                                                | Viktor Troicki Ivan Ljubičić        | Michail Južnyj Marin Čilić Tomáš Berdych Marcos Baghdatis        |
| 7. února  | SAP Open San José, Spojené státy ATP World Tour 250 $531,000 – tvrdý (h) – 32D/32Q/16Č | Milos Raonic 7–6(8–6), 7–6(7–5)                                                                                              | Fernando Verdasco                                                            | Juan Martín del Potro Gaël Monfils  | Denis Istomin Lleyton Hewitt Richard Berankis Tim Smyczek        |
| 7. února  | SAP Open San José, Spojené státy ATP World Tour 250 $531,000 – tvrdý (h) – 32D/32Q/16Č | Scott Lipsky Rajeev Ram 6–4, 4–6, [10–8]                                                                                     | Alejandro Falla Xavier Malisse                                               | Juan Martín del Potro Gaël Monfils  | Denis Istomin Lleyton Hewitt Richard Berankis Tim Smyczek        |
| 7. února  | Brasil Open Costa do Sauípe, Brazílie ATP World Tour 250 $442,500 – antuka – 32D/32Q/16Č | Nicolás Almagro 6–3, 7–6(7–3)                                                                                                | Alexandr Dolgopolov                                                          | Juan Ignacio Chela Ricardo Mello    | Rui Machado Thomaz Bellucci Potito Starace Pablo Andújar         |
| 7. února  | Brasil Open Costa do Sauípe, Brazílie ATP World Tour 250 $442,500 – antuka – 32D/32Q/16Č | Marcelo Melo Bruno Soares 7–6(7–4), 6–3                                                                                      | Pablo Andújar Daniel Gimeno Traver                                           | Juan Ignacio Chela Ricardo Mello    | Rui Machado Thomaz Bellucci Potito Starace Pablo Andújar         |
| 14. února | Regions Morgan Keegan Championships Memphis, Spojené státy ATP World Tour 500 $1,100,000 – tvrdý (h) – 32D/32Q/16Č | Andy Roddick 7–6(9–7), 6–7(11–13), 7–5                                                                                       | Milos Raonic                                                                 | Juan Martín del Potro Mardy Fish    | Lleyton Hewitt Michael Russell Sam Querrey Robert Kendrick       |
| 14. února | Regions Morgan Keegan Championships Memphis, Spojené státy ATP World Tour 500 $1,100,000 – tvrdý (h) – 32D/32Q/16Č | Max Mirnyj Daniel Nestor 6–2, 6–7(6–8), [10–3]                                                                               | Eric Butorac Jean-Julien Rojer                                               | Juan Martín del Potro Mardy Fish    | Lleyton Hewitt Michael Russell Sam Querrey Robert Kendrick       |
| 14. února | Open 13 Marseille, Francie ATP World Tour 250 €512,750 – tvrdý (h) – 28D/32Q/16Č | Robin Söderling 6–7(8–10), 6–3, 6–3                                                                                          | Marin Čilić                                                                  | Dmitrij Tursunov Michail Južnyj     | Michaël Llodra Jürgen Melzer Jo-Wilfried Tsonga Tomáš Berdych    |
| 14. února | Open 13 Marseille, Francie ATP World Tour 250 €512,750 – tvrdý (h) – 28D/32Q/16Č | Robin Haase Ken Skupski 6–3, 6–7(4–7), [13–11]                                                                               | Julien Benneteau Jo-Wilfried Tsonga                                          | Dmitrij Tursunov Michail Južnyj     | Michaël Llodra Jürgen Melzer Jo-Wilfried Tsonga Tomáš Berdych    |
| 14. února | Copa Claro Buenos Aires, Argentina ATP World Tour 250 $475,300 – antuka – 32D/32Q/16Č | Nicolás Almagro 6–3, 3–6, 6–4                                                                                                | Juan Ignacio Chela                                                           | Tommy Robredo Stanislas Wawrinka    | José Acasuso David Nalbandian Albert Montañés Juan Mónaco        |
| 14. února | Copa Claro Buenos Aires, Argentina ATP World Tour 250 $475,300 – antuka – 32D/32Q/16Č | Oliver Marach Leonardo Mayer 7–6(8–6), 6–3                                                                                   | Franco Ferreiro André Sá                                                     | Tommy Robredo Stanislas Wawrinka    | José Acasuso David Nalbandian Albert Montañés Juan Mónaco        |
| 21. února | Dubai Duty Free Tennis Championships Dubaj, Spojené arabské emiráty ATP World Tour 500 $1,619,500 – tvrdý – 32D/32Q/16Č | Novak Djoković 6–3, 6–3 | Roger Federer                                                                | Richard Gasquet Tomáš Berdych       | Serhij Stachovskyj Gilles Simon Philipp Petzschner Florian Mayer |
| 21. února | Dubai Duty Free Tennis Championships Dubaj, Spojené arabské emiráty ATP World Tour 500 $1,619,500 – tvrdý – 32D/32Q/16Č | Serhij Stachovskyj Michail Južnyj 4–6, 6–3, [10–3]                                                                           | Jérémy Chardy Feliciano López                                                | Richard Gasquet Tomáš Berdych       | Serhij Stachovskyj Gilles Simon Philipp Petzschner Florian Mayer |
| 21. února | Abierto Mexicano Telcel Acapulco, Mexiko ATP World Tour 500 $955,000 – antuka – 32D/32Q/16Č | David Ferrer 7–6(7–4), 6–7(2–7), 6–2                                                                                         | Nicolás Almagro                                                              | Alexandr Dolgopolov Thomaz Bellucci | Juan Mónaco Stanislas Wawrinka Santiago Giraldo Łukasz Kubot     |
| 21. února | Abierto Mexicano Telcel Acapulco, Mexiko ATP World Tour 500 $955,000 – antuka – 32D/32Q/16Č | Victor Hănescu Horia Tecău 6–1, 6–3                                                                                          | Marcelo Melo Bruno Soares                                                    | Alexandr Dolgopolov Thomaz Bellucci | Juan Mónaco Stanislas Wawrinka Santiago Giraldo Łukasz Kubot     |
| 21. února | Delray Beach International Tennis Championships Delray Beach, Spojené státy ATP World Tour 250 $442,500 – tvrdý – 32D/32Q/16Č | Juan Martín del Potro 6–4, 6–4                                                                                               | Janko Tipsarević                                                             | Kei Nišikori Mardy Fish             | Ivan Dodig Ryan Sweeting Kevin Anderson Alejandro Falla          |
| 21. února | Delray Beach International Tennis Championships Delray Beach, Spojené státy ATP World Tour 250 $442,500 – tvrdý – 32D/32Q/16Č | Scott Lipsky Rajeev Ram 4–6, 6–4, [10–3]                                                                                     | Christopher Kas Alexander Peya                                               | Kei Nišikori Mardy Fish             | Ivan Dodig Ryan Sweeting Kevin Anderson Alejandro Falla          |
| 28. února | Davis Cup by BNP Paribas, 1. kolo Novi Sad, Srbsko – tvrdý (h) Borås, Švédsko – tvrdý (h) Ostrava, Česko – tvrdý (h) Buenos Aires, Argentina – antuka Santiago, Chile – antuka Charleroi, Belgie – tvrdý (h) Záhřeb, Chorvatsko – tvrdý (h) Vídeň, Rakousko – antuka (h) | Vítězové 1. kola Srbsko 4–1 Švédsko 3–2 Kazachstán 3–2 Argentina 4–1 Spojené státy 4–1 Španělsko 4–1 Německo 3–2 Francie 3–2 | Poražení 1. kola Indie Rusko Česko Rumunsko Chile Belgie Chorvatsko Rakousko |                                     |                                                                  |

### Březen
| Týden od   | Turnaj | Vítězové                                                 | Finalisté                        | Semifinalisté                       | Čtvrtfinalisté                                                |
| ---------- | --- | -------------------------------------------------------- | -------------------------------- | ----------------------------------- | ------------------------------------------------------------- |
| 7. března  | BNP Paribas Open Indian Wells, Spojené státy ATP World Tour Masters 1000 $3,645,000 – tvrdý – 96D/48Q/32Č | Novak Djoković 4–6, 6–3, 6–2                             | Rafael Nadal                     | Juan Martín del Potro Roger Federer | Ivo Karlović Tommy Robredo Richard Gasquet Stanislas Wawrinka |
| 7. března  | BNP Paribas Open Indian Wells, Spojené státy ATP World Tour Masters 1000 $3,645,000 – tvrdý – 96D/48Q/32Č | Alexandr Dolgopolov Xavier Malisse 6–4, 6–7(5–7), [10–7] | Roger Federer Stanislas Wawrinka | Juan Martín del Potro Roger Federer | Ivo Karlović Tommy Robredo Richard Gasquet Stanislas Wawrinka |
| 21. března | Sony Ericsson Open Miami, Spojené státy ATP World Tour Masters 1000 $3,645,000 – tvrdý – 96D/48Q/32Č      | Novak Djoković 4–6, 6–3, 7–6(7–4)                        | Rafael Nadal                     | Roger Federer Mardy Fish            | Tomáš Berdych Gilles Simon David Ferrer Kevin Anderson        |
| 21. března | Sony Ericsson Open Miami, Spojené státy ATP World Tour Masters 1000 $3,645,000 – tvrdý – 96D/48Q/32Č      | Mahesh Bhupathi Leander Paes 6–7(5–7), 6–2, [10–5]       | Max Mirnyj Daniel Nestor         | Roger Federer Mardy Fish            | Tomáš Berdych Gilles Simon David Ferrer Kevin Anderson        |

### Duben
| Týden od  | Turnaj | Vítězové                                         | Finalisté                       | Semifinalisté                     | Čtvrtfinalisté                                                   |
| --------- | --- | ------------------------------------------------ | ------------------------------- | --------------------------------- | ---------------------------------------------------------------- |
| 4. dubna  | US Men's Clay Court Championships Houston, Spojené státy ATP World Tour 250 $442,500 – antuka – 28D/32Q/16Č | Ryan Sweeting 6–4, 7–6(7–3)                      | Kei Nišikori                    | Pablo Cuevas Ivo Karlović         | Mardy Fish Guillermo García-López John Isner Teimuraz Gabašvili  |
| 4. dubna  | US Men's Clay Court Championships Houston, Spojené státy ATP World Tour 250 $442,500 – antuka – 28D/32Q/16Č | Bob Bryan Mike Bryan 6–7(4–7), 6–2, [10–5]       | John Isner Sam Querrey          | Pablo Cuevas Ivo Karlović         | Mardy Fish Guillermo García-López John Isner Teimuraz Gabašvili  |
| 4. dubna  | Grand Prix Hassan II Casablanca, Maroko ATP World Tour 250 €398,250 – antuka – 28D/32Q/16Č                  | Pablo Andújar 6–1, 6–2                           | Potito Starace                  | Albert Montañés Victor Hănescu    | Fabio Fognini Pere Riba Gilles Simon Andrej Kuzněcov             |
| 4. dubna  | Grand Prix Hassan II Casablanca, Maroko ATP World Tour 250 €398,250 – antuka – 28D/32Q/16Č                  | Robert Lindstedt Horia Tecău 6–2, 6–1            | Colin Fleming Igor Zelenay      | Albert Montañés Victor Hănescu    | Fabio Fognini Pere Riba Gilles Simon Andrej Kuzněcov             |
| 11. dubna | Monte-Carlo Rolex Masters Monte Carlo, Monako ATP World Tour Masters 1000 €2,227,500 – antuka – 56D/28Q/24Č | Rafael Nadal 6–4, 7–5                            | David Ferrer                    | Andy Murray Jürgen Melzer         | Ivan Ljubičić Frederico Gil Viktor Troicki Roger Federer         |
| 11. dubna | Monte-Carlo Rolex Masters Monte Carlo, Monako ATP World Tour Masters 1000 €2,227,500 – antuka – 56D/28Q/24Č | Bob Bryan Mike Bryan 6–3, 6–2                    | Juan Ignacio Chela Bruno Soares | Andy Murray Jürgen Melzer         | Ivan Ljubičić Frederico Gil Viktor Troicki Roger Federer         |
| 18. dubna | Barcelona Open Banco Sabadell Barcelona, Spain ATP World Tour 500 €1,550,000 – antuka – 56D/28Q/24Č         | Rafael Nadal 6–2, 6–4                            | David Ferrer                    | Ivan Dodig Nicolás Almagro        | Gaël Monfils Feliciano López Jürgen Melzer Juan Carlos Ferrero   |
| 18. dubna | Barcelona Open Banco Sabadell Barcelona, Spain ATP World Tour 500 €1,550,000 – antuka – 56D/28Q/24Č         | Santiago González Scott Lipsky 5–7, 6–2, [12–10] | Bob Bryan Mike Bryan            | Ivan Dodig Nicolás Almagro        | Gaël Monfils Feliciano López Jürgen Melzer Juan Carlos Ferrero   |
| 25. dubna | BMW Open Mnichov, Německo ATP World Tour 250 €398,250 – antuka – 32D/32Q/16Č                                | Nikolaj Davyděnko 6–3, 3–6, 6–1                  | Florian Mayer                   | Philipp Petzschner Radek Štěpánek | Potito Starace Grigor Dimitrov Marin Čilić Philipp Kohlschreiber |
| 25. dubna | BMW Open Mnichov, Německo ATP World Tour 250 €398,250 – antuka – 32D/32Q/16Č                                | Simone Bolelli Horacio Zeballos 7–6(7–3), 6–4    | Andreas Beck Christopher Kas    | Philipp Petzschner Radek Štěpánek | Potito Starace Grigor Dimitrov Marin Čilić Philipp Kohlschreiber |
| 25. dubna | Serbia Open Bělehrad, Srbsko ATP World Tour 250 €373,200 – antuka – 28D/32Q/16Č                             | Novak Djoković 7–6(7–4), 6–2                     | Feliciano López                 | Janko Tipsarević Filippo Volandri | Blaž Kavčič Somdev Devvarman Albert Montañés Marcel Granollers   |
| 25. dubna | Serbia Open Bělehrad, Srbsko ATP World Tour 250 €373,200 – antuka – 28D/32Q/16Č                             | František Čermák Filip Polášek 7–5, 6–2          | Oliver Marach Alexander Peya    | Janko Tipsarević Filippo Volandri | Blaž Kavčič Somdev Devvarman Albert Montañés Marcel Granollers   |
| 25. dubna | Estoril Open Estoril, Portugalsko ATP World Tour 250 €398,250 – antuka – 28D/32Q/16Č                        | Juan Martín del Potro 6–2, 6–2                   | Fernando Verdasco               | Pablo Cuevas Milos Raonic         | Robin Söderling Thomaz Bellucci Gilles Simon Kevin Anderson      |
| 25. dubna | Estoril Open Estoril, Portugalsko ATP World Tour 250 €398,250 – antuka – 28D/32Q/16Č                        | Eric Butorac Jean-Julien Rojer 6–3, 6–4          | Marc López David Marrero        | Pablo Cuevas Milos Raonic         | Robin Söderling Thomaz Bellucci Gilles Simon Kevin Anderson      |

### Květen
| Týden od   | Turnaj | Vítězové                                             | Finalisté                            | Semifinalisté                          | Čtvrtfinalisté                                                |
| ---------- | --- | ---------------------------------------------------- | ------------------------------------ | -------------------------------------- | ------------------------------------------------------------- |
| 2. května  | Mutua Madrileña Madrid Open Madrid, Španělsko ATP World Tour Masters 1000 €2,835,000 – antuka – 56D/28Q/24Č  | Novak Djoković 7–5, 6–4                              | Rafael Nadal                         | Roger Federer Thomaz Bellucci          | Michaël Llodra Robin Söderling Tomáš Berdych David Ferrer     |
| 2. května  | Mutua Madrileña Madrid Open Madrid, Španělsko ATP World Tour Masters 1000 €2,835,000 – antuka – 56D/28Q/24Č  | Bob Bryan Mike Bryan 6–3, 6–3                        | Michaël Llodra Nenad Zimonjić        | Roger Federer Thomaz Bellucci          | Michaël Llodra Robin Söderling Tomáš Berdych David Ferrer     |
| 9. května  | Internazionali BNL d'Italia Řím, Itálie ATP World Tour Masters 1000 €2,227,500 – antuka – 56D/28Q/24Č        | Novak Djoković 6–4, 6–4                              | Rafael Nadal                         | Richard Gasquet Andy Murray            | Marin Čilić Tomáš Berdych Florian Mayer Robin Söderling       |
| 9. května  | Internazionali BNL d'Italia Řím, Itálie ATP World Tour Masters 1000 €2,227,500 – antuka – 56D/28Q/24Č        | John Isner Sam Querrey walkover                      | Mardy Fish Andy Roddick              | Richard Gasquet Andy Murray            | Marin Čilić Tomáš Berdych Florian Mayer Robin Söderling       |
| 16. května | Power Horse World Team Cup Düsseldorf, Německo ATP World Team Championship €1,100,000 – antuka – 8 týmů (ZS) | Německo 2–1                                          | Argentina                            | Červená skupina USA Švédsko Kazachstán | Modrá skupina Srbsko Rusko Španělsko                          |
| 16. května | Open de Nice Côte d’Azur Nice, Francie ATP World Tour 250 €398,250 – antuka – 28D/32Q/16Č                    | Nicolás Almagro 6–7(5–7), 6–3, 6–3                   | Victor Hănescu                       | Alexandr Dolgopolov Tomáš Berdych      | David Ferrer Robin Haase Pablo Andújar Ernests Gulbis         |
| 16. května | Open de Nice Côte d’Azur Nice, Francie ATP World Tour 250 €398,250 – antuka – 28D/32Q/16Č                    | Eric Butorac Jean-Julien Rojer 6–3, 6–4              | Santiago González David Marrero      | Alexandr Dolgopolov Tomáš Berdych      | David Ferrer Robin Haase Pablo Andújar Ernests Gulbis         |
| 23. května | French Open Paříž, Francie Grand Slam €7,580,800 – antuka 128D/128Q/64Č/32X                                  | Rafael Nadal 7–5, 7–6(7–3), 5–7, 6–1                 | Roger Federer                        | Andy Murray Novak Djoković             | Robin Söderling Juan Ignacio Chela Gaël Monfils Fabio Fognini |
| 23. května | French Open Paříž, Francie Grand Slam €7,580,800 – antuka 128D/128Q/64Č/32X                                  | Max Mirnyj Daniel Nestor 7–6(7–3), 3–6, 6–4          | Juan Sebastián Cabal Eduardo Schwank | Andy Murray Novak Djoković             | Robin Söderling Juan Ignacio Chela Gaël Monfils Fabio Fognini |
| 23. května | French Open Paříž, Francie Grand Slam €7,580,800 – antuka 128D/128Q/64Č/32X                                  | Casey Dellacquová Scott Lipsky 7–6(8–6), 4–6, [10–7] | Katarina Srebotniková Nenad Zimonjić | Andy Murray Novak Djoković             | Robin Söderling Juan Ignacio Chela Gaël Monfils Fabio Fognini |

### Červen
| Týden od   | Turnaj                                                                                               | Vítězové                                            | Finalisté                        | Semifinalisté                   | Čtvrtfinalisté                                                      |
| ---------- | --- | --------------------------------------------------- | -------------------------------- | ------------------------------- | ------------------------------------------------------------------- |
| 6. červen  | Gerry Weber Open Halle, Německo ATP World Tour 250 €663,750 – tráva – 32D/32Q/16Č                    | Philipp Kohlschreiber 7–6(7–5), 2–0 retired         | Philipp Petzschner               | Gaël Monfils Tomáš Berdych      | Lleyton Hewitt Florian Mayer Milos Raonic Viktor Troicki            |
| 6. červen  | Gerry Weber Open Halle, Německo ATP World Tour 250 €663,750 – tráva – 32D/32Q/16Č                    | Rohan Bopanna Ajsám Kúreší 7–6(10–8), 3–6, [11–9]   | Robin Haase Milos Raonic         | Gaël Monfils Tomáš Berdych      | Lleyton Hewitt Florian Mayer Milos Raonic Viktor Troicki            |
| 6. červen  | AEGON Championships Londýn, Spojené království ATP World Tour 250 €627,700 – tráva – 56D/32Q/24Č     | Andy Murray 3–6, 7–6(7–2), 6–4                      | Jo-Wilfried Tsonga               | James Ward Andy Roddick         | Rafael Nadal Adrian Mannarino Fernando Verdasco Marin Čilić         |
| 6. červen  | AEGON Championships Londýn, Spojené království ATP World Tour 250 €627,700 – tráva – 56D/32Q/24Č     | Bob Bryan Mike Bryan 6–7(2–7), 7–6(7–4), [10–6]     | Mahesh Bhupathi Leander Paes     | James Ward Andy Roddick         | Rafael Nadal Adrian Mannarino Fernando Verdasco Marin Čilić         |
| 13. června | UNICEF Open 's-Hertogenbosch, Nizozemsko ATP World Tour 250 €398,250 – tráva – 32D/32Q/16Č           | Dmitrij Tursunov 6–3, 6–2                           | Ivan Dodig                       | Xavier Malisse Marcos Baghdatis | Santiago Giraldo Alex Bogomolov Teimuraz Gabašvili Denis Gremelmayr |
| 13. června | UNICEF Open 's-Hertogenbosch, Nizozemsko ATP World Tour 250 €398,250 – tráva – 32D/32Q/16Č           | Daniele Bracciali František Čermák 6–3, 2–6, [10–8] | Robert Lindstedt Horia Tecău     | Xavier Malisse Marcos Baghdatis | Santiago Giraldo Alex Bogomolov Teimuraz Gabašvili Denis Gremelmayr |
| 13. června | AEGON International Eastbourne, Spojené království ATP World Tour 250 €405,000 – tráva – 32D/23Q/16Č | Andreas Seppi 7–6(7–5), 3–6, 5–3, skreč             | Janko Tipsarević                 | Kei Nišikori Igor Kunicyn       | Radek Štěpánek Grigor Dimitrov Julien Benneteau Olivier Rochus      |
| 13. června | AEGON International Eastbourne, Spojené království ATP World Tour 250 €405,000 – tráva – 32D/23Q/16Č | Jonatan Erlich Andy Ram 6–3, 6–3                    | Grigor Dimitrov Andreas Seppi    | Kei Nišikori Igor Kunicyn       | Radek Štěpánek Grigor Dimitrov Julien Benneteau Olivier Rochus      |
| 20. června | Wimbledon Londýn, Spojené království Grand Slam £13,725,000 – Grass 128D/128Q/64Č/16Q/48X            | Novak Djoković 6–4, 6–1, 1–6, 6–3                   | Rafael Nadal                     | Andy Murray Jo-Wilfried Tsonga  | Mardy Fish Feliciano López Roger Federer Bernard Tomic              |
| 20. června | Wimbledon Londýn, Spojené království Grand Slam £13,725,000 – Grass 128D/128Q/64Č/16Q/48X            | Bob Bryan Mike Bryan 6–3, 6–4, 7–6(7–2)             | Robert Lindstedt Horia Tecău     | Andy Murray Jo-Wilfried Tsonga  | Mardy Fish Feliciano López Roger Federer Bernard Tomic              |
| 20. června | Wimbledon Londýn, Spojené království Grand Slam £13,725,000 – Grass 128D/128Q/64Č/16Q/48X            | Jürgen Melzer Iveta Benešová 6–3, 6–2               | Mahesh Bhupathi Jelena Vesninová | Andy Murray Jo-Wilfried Tsonga  | Mardy Fish Feliciano López Roger Federer Bernard Tomic              |

### Červenec
| Týden od     | Turnaj | Vítězové                                                                  | Finalisté                                                        | Semifinalisté                     | Čtvrtfinalisté                                                            |
| ------------ | --- | ------------------------------------------------------------------------- | ---------------------------------------------------------------- | --------------------------------- | ------------------------------------------------------------------------- |
| 4. července  | Campbell's Hall of Fame Tennis Championships Newport, Spojené státy ATP World Tour 250 $442,500 – tráva – 32D/32Q/16Č                                              | John Isner 6–3, 7–6(8–6)                                                  | Olivier Rochus                                                   | Tobias Kamke Michael Yani         | Alex Bogomolov Édouard Roger-Vasselin Matthew Ebden Denis Kudla           |
| 4. července  | Campbell's Hall of Fame Tennis Championships Newport, Spojené státy ATP World Tour 250 $442,500 – tráva – 32D/32Q/16Č                                              | Matthew Ebden Ryan Harrison 4–6, 6–3, [10–5]                              | Johan Brunström Adil Shamasdin                                   | Tobias Kamke Michael Yani         | Alex Bogomolov Édouard Roger-Vasselin Matthew Ebden Denis Kudla           |
| 4. července  | Davis Cup by BNP Paribas, čtvrtfinále Halmstad, Švédsko – tvrdý (h) Buenos Aires, Argentina – antuka Austin, Spojené státy – tvrdý (h) Stuttgart, Německo – antuka | Vítězní čtvrtfinalisté Srbsko 4–1 Argentina 5–0 Španělsko 3–1 Francie 4–1 | Poražení čtvrtfinalisté Švédsko Kazachstán Spojené státy Německo |                                   |                                                                           |
| 11. července | MercedesCup Stuttgart, Německo ATP World Tour 250 €398,250 – antuka – 28D/32Q/16Č                                                                                  | Juan Carlos Ferrero 6–4, 6–0                                              | Pablo Andújar                                                    | Federico del Bonis Łukasz Kubot   | Pavol Červenák Marcel Granollers Cedrik-Marcel Stebe Santiago Giraldo     |
| 11. července | MercedesCup Stuttgart, Německo ATP World Tour 250 €398,250 – antuka – 28D/32Q/16Č                                                                                  | Jürgen Melzer Philipp Petzschner 6–3, 6–4                                 | Marcel Granollers Marc López                                     | Federico del Bonis Łukasz Kubot   | Pavol Červenák Marcel Granollers Cedrik-Marcel Stebe Santiago Giraldo     |
| 11. července | Collector Swedish Open Båstad, Švédsko ATP World Tour 250 €398,250 – antuka – 28D/32Q/16Č                                                                          | Robin Söderling 6–2, 6–2                                                  | David Ferrer                                                     | Tomáš Berdych Nicolás Almagro     | Potito Starace Blaž Kavčič Michael Ryderstedt Andreas Haider-Maurer       |
| 11. července | Collector Swedish Open Båstad, Švédsko ATP World Tour 250 €398,250 – antuka – 28D/32Q/16Č                                                                          | Robert Lindstedt Horia Tecău 6–3, 6–3                                     | Simon Aspelin Andreas Siljeström                                 | Tomáš Berdych Nicolás Almagro     | Potito Starace Blaž Kavčič Michael Ryderstedt Andreas Haider-Maurer       |
| 18. července | International German Open Hamburk, Německo ATP World Tour 500 €1,000,000 – antuka – 48D/24Q/16Č                                                                    | Gilles Simon 6–4, 4–6, 6–4                                                | Nicolás Almagro                                                  | Michail Južnyj Fernando Verdasco  | Gaël Monfils Marin Čilić Florian Mayer Jürgen Melzer                      |
| 18. července | International German Open Hamburk, Německo ATP World Tour 500 €1,000,000 – antuka – 48D/24Q/16Č                                                                    | Oliver Marach Alexander Peya 6–4, 6–1                                     | František Čermák Filip Polášek                                   | Michail Južnyj Fernando Verdasco  | Gaël Monfils Marin Čilić Florian Mayer Jürgen Melzer                      |
| 18. července | Atlanta Tennis Championships Atlanta, Spojené státy ATP World Tour 250 $531,000 – tvrdý – 32D/32Q/16Č                                                              | Mardy Fish 3–6, 7–6(8–6), 6–2                                             | John Isner                                                       | Ryan Harrison Gilles Müller       | Somdev Devvarman Rajeev Ram Lu Jan-sun Kevin Anderson                     |
| 18. července | Atlanta Tennis Championships Atlanta, Spojené státy ATP World Tour 250 $531,000 – tvrdý – 32D/32Q/16Č                                                              | Alex Bogomolov Matthew Ebden 3–6, 7–5, [10–8]                             | Matthias Bachinger Frank Moser                                   | Ryan Harrison Gilles Müller       | Somdev Devvarman Rajeev Ram Lu Jan-sun Kevin Anderson                     |
| 25. července | Credit Agricole Suisse Open Gstaad Gstaad, Switzerland ATP World Tour 250 €398,250 – antuka – 32D/32Q/16Č                                                          | Marcel Granollers 6–4, 3–6, 6–3                                           | Fernando Verdasco                                                | Nicolás Almagro Michail Južnyj    | Feliciano López Julien Benneteau Andreas Haider-Maurer Stanislas Wawrinka |
| 25. července | Credit Agricole Suisse Open Gstaad Gstaad, Switzerland ATP World Tour 250 €398,250 – antuka – 32D/32Q/16Č                                                          | František Čermák Filip Polášek 6–3, 7–6(9–7)                              | Christopher Kas Alexander Peya                                   | Nicolás Almagro Michail Južnyj    | Feliciano López Julien Benneteau Andreas Haider-Maurer Stanislas Wawrinka |
| 25. července | Farmers Classic Los Angeles, Spojené státy ATP World Tour 250 $619,500 – tvrdý – 28D/32Q/16Č                                                                       | Ernests Gulbis 5–7, 6–4, 6–4                                              | Mardy Fish                                                       | Ryan Harrison Alex Bogomolov      | Igor Kunicyn Lu Jan-sun Thomaz Bellucci Juan Martín del Potro             |
| 25. července | Farmers Classic Los Angeles, Spojené státy ATP World Tour 250 $619,500 – tvrdý – 28D/32Q/16Č                                                                       | Mark Knowles Xavier Malisse 7–6(7–3), 7–6(12–10)                          | Somdev Devvarman Treat Conrad Huey                               | Ryan Harrison Alex Bogomolov      | Igor Kunicyn Lu Jan-sun Thomaz Bellucci Juan Martín del Potro             |
| 25. července | Studena Croatia Open Umag Umag, Chorvatsko ATP World Tour 250 €398,250 – antuka – 32D/32Q/16Č                                                                      | Alexandr Dolgopolov 6–4, 3–6, 6–3                                         | Marin Čilić                                                      | Fabio Fognini Juan Carlos Ferrero | Potito Starace Andreas Seppi Carlos Berlocq Albert Ramos                  |
| 25. července | Studena Croatia Open Umag Umag, Chorvatsko ATP World Tour 250 €398,250 – antuka – 32D/32Q/16Č                                                                      | Simone Bolelli Fabio Fognini 6–3, 5–7, [10–7]                             | Marin Čilić Lovro Zovko                                          | Fabio Fognini Juan Carlos Ferrero | Potito Starace Andreas Seppi Carlos Berlocq Albert Ramos                  |

### Srpen
| Týden od  | Turnaj | Vítězové                                                  | Finalisté                            | Semifinalisté                       | Čtvrtfinalisté                                                      |
| --------- | --- | --------------------------------------------------------- | ------------------------------------ | ----------------------------------- | ------------------------------------------------------------------- |
| 1. srpna  | Legg Mason Tennis Classic Washington, D.C., Spojené státy ATP World Tour 500 $1,165,500 – tvrdý – 48D/24Q/16Č  | Radek Štěpánek 6–4, 6–4                                   | Gaël Monfils                         | John Isner Donald Young             | Janko Tipsarević Viktor Troicki Marcos Baghdatis Fernando Verdasco  |
| 1. srpna  | Legg Mason Tennis Classic Washington, D.C., Spojené státy ATP World Tour 500 $1,165,500 – tvrdý – 48D/24Q/16Č  | Michaël Llodra Nenad Zimonjić 6–7(3–7), 7–6(8–6), [10–7]  | Robert Lindstedt Horia Tecău         | John Isner Donald Young             | Janko Tipsarević Viktor Troicki Marcos Baghdatis Fernando Verdasco  |
| 1. srpna  | Bet-at-home.com Cup Kitzbühel, Rakousko ATP World Tour 250 €450,000 – antuka – 28D/16Č                         | Robin Haase 6–4, 4–6, 6–1                                 | Albert Montañés                      | Juan Ignacio Chela João Souza       | Marcel Granollers Santiago Giraldo Pablo Andújar Andreas Seppi      |
| 1. srpna  | Bet-at-home.com Cup Kitzbühel, Rakousko ATP World Tour 250 €450,000 – antuka – 28D/16Č                         | Daniele Bracciali Santiago González 7–6(7–1), 4–6, [11–9] | Franco Ferreiro André Sá             | Juan Ignacio Chela João Souza       | Marcel Granollers Santiago Giraldo Pablo Andújar Andreas Seppi      |
| 8. srpna  | Rogers Cup Montreal, Kanada ATP World Tour Masters 1000 $2,430,000 – tvrdý – 56D/28Q/24Č                       | Novak Djoković 6–2, 3–6, 6–4                              | Mardy Fish                           | Jo-Wilfried Tsonga Janko Tipsarević | Gaël Monfils Nicolás Almagro Stanislas Wawrinka Tomáš Berdych       |
| 8. srpna  | Rogers Cup Montreal, Kanada ATP World Tour Masters 1000 $2,430,000 – tvrdý – 56D/28Q/24Č                       | Michaël Llodra Nenad Zimonjić 6-4, 6–7(5–7), [10–5]       | Bob Bryan Mike Bryan                 | Jo-Wilfried Tsonga Janko Tipsarević | Gaël Monfils Nicolás Almagro Stanislas Wawrinka Tomáš Berdych       |
| 15. srpna | Western & Southern Open Cincinnati, Spojené státy ATP World Tour Masters 1000 $2,430,000 – tvrdý – 56D/28Q/24Č | Andy Murray 6–4, 3–0 skreč                                | Novak Djoković                       | Tomáš Berdych Mardy Fish            | Gaël Monfils Roger Federer Gilles Simon Rafael Nadal                |
| 15. srpna | Western & Southern Open Cincinnati, Spojené státy ATP World Tour Masters 1000 $2,430,000 – tvrdý – 56D/28Q/24Č | Mahesh Bhupathi Leander Paes 7–6(7–4), 7–6(7–2)           | Michaël Llodra Nenad Zimonjić        | Tomáš Berdych Mardy Fish            | Gaël Monfils Roger Federer Gilles Simon Rafael Nadal                |
| 22. srpna | Winston-Salem Open Winston-Salem, Spojené státy ATP World Tour 250 $553,125 – tvrdý – 48D/Q/16Č                | John Isner 4–6, 6–3, 6–4                                  | Julien Benneteau                     | Andy Roddick Robin Haase            | Juan Mónaco Marcos Baghdatis Alexandr Dolgopolov Serhij Stachovskyj |
| 22. srpna | Winston-Salem Open Winston-Salem, Spojené státy ATP World Tour 250 $553,125 – tvrdý – 48D/Q/16Č                | Jonatan Erlich Andy Ram 7–6(7–2), 6–4                     | Christopher Kas Alexander Peya       | Andy Roddick Robin Haase            | Juan Mónaco Marcos Baghdatis Alexandr Dolgopolov Serhij Stachovskyj |
| 29. srpna | US Open New York, Spojené státy Grand Slam $10,508,000 – tvrdý 128D/128Q/64Č/32X                               | Novak Djoković 6–2, 6–4, 6–7(3–7), 6–1                    | Rafael Nadal                         | Roger Federer Andy Murray           | Janko Tipsarević Jo-Wilfried Tsonga John Isner Andy Roddick         |
| 29. srpna | US Open New York, Spojené státy Grand Slam $10,508,000 – tvrdý 128D/128Q/64Č/32X                               | Jürgen Melzer Philipp Petzschner 6–2, 6–2                 | Mariusz Fyrstenberg Marcin Matkowski | Roger Federer Andy Murray           | Janko Tipsarević Jo-Wilfried Tsonga John Isner Andy Roddick         |
| 29. srpna | US Open New York, Spojené státy Grand Slam $10,508,000 – tvrdý 128D/128Q/64Č/32X                               | Jack Sock Melanie Oudinová 7–6(7–4), 4–6, [10–8]          | Eduardo Schwank Gisela Dulková       | Roger Federer Andy Murray           | Janko Tipsarević Jo-Wilfried Tsonga John Isner Andy Roddick         |

### Září
| Týden od | Turnaj                                                                                          | Vítězové                                          | Finalisté                             | Semifinalisté                       | Čtvrtfinalisté                                                   |
| -------- | ----------------------------------------------------------------------------------------------- | ------------------------------------------------- | ------------------------------------- | ----------------------------------- | ---------------------------------------------------------------- |
| 12. září | Davis Cup by BNP Paribas, semifinále Bělehrad, Srbsko – tvrdý (h) Córdoba, Španělsko – antuka   | Vítězní semifinalisté Argentina 3–2 Španělsko 4–1 | Poražení semifinalisté Srbsko Francie |                                     |                                                                  |
| 19. září | BRD Năstase Țiriac Trophy Bukurešť, Rumunsko ATP World Tour 250 €422,950 – antuka – 28D/32Q/16Č | Florian Mayer 6–3, 6–1                            | Pablo Andújar                         | Juan Ignacio Chela Filippo Volandri | Andreas Seppi Alessandro Giannessi João Souza Albert Ramos       |
| 19. září | BRD Năstase Țiriac Trophy Bukurešť, Rumunsko ATP World Tour 250 €422,950 – antuka – 28D/32Q/16Č | Daniele Bracciali Potito Starace 3–6, 6–4, [10–8] | Julian Knowle David Marrero           | Juan Ignacio Chela Filippo Volandri | Andreas Seppi Alessandro Giannessi João Souza Albert Ramos       |
| 19. září | Open de Moselle Mety, Francie ATP World Tour 250 €398,250 – tvrdý (h) – 28D/25Q/16Č             | Jo-Wilfried Tsonga 6–3, 6–7(4–7), 6–3             | Ivan Ljubičić                         | Alexandr Dolgopolov Gilles Müller   | Nicolas Mahut Xavier Malisse Igor Sijsling Richard Gasquet       |
| 19. září | Open de Moselle Mety, Francie ATP World Tour 250 €398,250 – tvrdý (h) – 28D/25Q/16Č             | Jamie Murray André Sá 6–4, 7–6(9–7)               | Lukáš Dlouhý Marcelo Melo             | Alexandr Dolgopolov Gilles Müller   | Nicolas Mahut Xavier Malisse Igor Sijsling Richard Gasquet       |
| 26. září | Malaysian Open Kuala Lumpur, Malajsie ATP World Tour 250 $850,000 – tvrdý (h) – 28D/16Q/16Č     | Janko Tipsarević 6–4, 7–5                         | Marcos Baghdatis                      | Kei Nišikori Viktor Troicki         | Nicolás Almagro Nikolaj Davyděnko Jürgen Melzer Dmitrij Tursunov |
| 26. září | Malaysian Open Kuala Lumpur, Malajsie ATP World Tour 250 $850,000 – tvrdý (h) – 28D/16Q/16Č     | Eric Butorac Jean-Julien Rojer 6–1, 6–3           | František Čermák Filip Polášek        | Kei Nišikori Viktor Troicki         | Nicolás Almagro Nikolaj Davyděnko Jürgen Melzer Dmitrij Tursunov |
| 26. září | PTT Thailand Open Bangkok, Thajsko ATP World Tour 250 $608,500 – tvrdý (h) – 28D/32Q/16Č        | Andy Murray 6–2, 6–0                              | Donald Young                          | Gilles Simon Gaël Monfils           | Grigor Dimitrov Matthias Bachinger Go Soeda Jarkko Nieminen      |
| 26. září | PTT Thailand Open Bangkok, Thajsko ATP World Tour 250 $608,500 – tvrdý (h) – 28D/32Q/16Č        | Oliver Marach Ajsám Kúreší 7–6(7–4), 7–6(7–5)     | Michael Kohlmann Alexander Waske      | Gilles Simon Gaël Monfils           | Grigor Dimitrov Matthias Bachinger Go Soeda Jarkko Nieminen      |

### Říjen
| Týden od  | Turnaj | Vítězové                                          | Finalisté                           | Semifinalisté                      | Čtvrtfinalisté                                                       |
| --------- | --- | ------------------------------------------------- | ----------------------------------- | ---------------------------------- | -------------------------------------------------------------------- |
| 3. říjen  | China Open Peking, Čínská lidová republika ATP World Tour 500 $2,100,000 – tvrdý – 32D/16Q/16Č                       | Tomáš Berdych 3–6, 6–4, 6–1                       | Marin Čilić                         | Jo-Wilfried Tsonga Ivan Ljubičić   | Juan Carlos Ferrero Fernando Verdasco Michail Južnyj Kevin Anderson  |
| 3. říjen  | China Open Peking, Čínská lidová republika ATP World Tour 500 $2,100,000 – tvrdý – 32D/16Q/16Č                       | Michaël Llodra Nenad Zimonjić 7–6(7–2), 7–6(7–4)  | Robert Lindstedt Horia Tecău        | Jo-Wilfried Tsonga Ivan Ljubičić   | Juan Carlos Ferrero Fernando Verdasco Michail Južnyj Kevin Anderson  |
| 3. říjen  | Rakuten Japan Open Tennis Championships Tokio, Japonsko ATP World Tour 500 $1,100,000 – tvrdý – 32D/16Q/16Č          | Andy Murray 3–6, 6–2, 6–0                         | Rafael Nadal                        | Mardy Fish David Ferrer            | Santiago Giraldo Bernard Tomic Radek Štěpánek David Nalbandian       |
| 3. říjen  | Rakuten Japan Open Tennis Championships Tokio, Japonsko ATP World Tour 500 $1,100,000 – tvrdý – 32D/16Q/16Č          | Andy Murray Jamie Murray 6–1, 6–4                 | František Čermák Filip Polášek      | Mardy Fish David Ferrer            | Santiago Giraldo Bernard Tomic Radek Štěpánek David Nalbandian       |
| 10. října | Shanghai Rolex Masters Šanghaj, Čínská lidová republika ATP World Tour Masters 1000 $3,240,000 – tvrdý – 56D/28Q/24Č | Andy Murray 7–5, 6–4                              | David Ferrer                        | Feliciano López Kei Nišikori       | Florian Mayer Andy Roddick Alexandr Dolgopolov Matthew Ebden         |
| 10. října | Shanghai Rolex Masters Šanghaj, Čínská lidová republika ATP World Tour Masters 1000 $3,240,000 – tvrdý – 56D/28Q/24Č | Max Mirnyj Daniel Nestor 3–6, 6–1, [12–10]        | Michaël Llodra Nenad Zimonjić       | Feliciano López Kei Nišikori       | Florian Mayer Andy Roddick Alexandr Dolgopolov Matthew Ebden         |
| 17. října | Kremlin Cup Moskva, Ruskva ATP World Tour 250 $1,000,000 – tvrdý (h) – 28D/32Q/16Č                                   | Janko Tipsarević 6–4, 6–2                         | Viktor Troicki                      | Nikolaj Davyděnko Jérémy Chardy    | Dmitrij Tursunov Michael Berrer Philipp Kohlschreiber Alex Bogomolov |
| 17. října | Kremlin Cup Moskva, Ruskva ATP World Tour 250 $1,000,000 – tvrdý (h) – 28D/32Q/16Č                                   | František Čermák Filip Polášek 6–3, 6–1           | Carlos Berlocq David Marrero        | Nikolaj Davyděnko Jérémy Chardy    | Dmitrij Tursunov Michael Berrer Philipp Kohlschreiber Alex Bogomolov |
| 17. října | If Stockholm Open Stockholm, Švédsko ATP World Tour 250 €531,000 – tvrdý (h) – 28D/32Q/16Č                           | Gaël Monfils 7–5, 3–6, 6–2                        | Jarkko Nieminen                     | Milos Raonic James Blake           | Kevin Anderson Grigor Dimitrov Tobias Kamke David Nalbandian         |
| 17. října | If Stockholm Open Stockholm, Švédsko ATP World Tour 250 €531,000 – tvrdý (h) – 28D/32Q/16Č                           | Rohan Bopanna Ajsám Kúreší 6–1, 6–3               | Marcelo Melo Bruno Soares           | Milos Raonic James Blake           | Kevin Anderson Grigor Dimitrov Tobias Kamke David Nalbandian         |
| 24. října | St. Petersburg Open Petrohrad, Rusko ATP World Tour 250 $663,750 – tvrdý (h) – 32D/32Q/16Č                           | Marin Čilić 6–3, 3–6, 6–2                         | Janko Tipsarević                    | Michail Južnyj Alex Bogomolov      | Adrian Mannarino Andreas Seppi Dušan Lajović Potito Starace          |
| 24. října | St. Petersburg Open Petrohrad, Rusko ATP World Tour 250 $663,750 – tvrdý (h) – 32D/32Q/16Č                           | Colin Fleming Ross Hutchins 6–3, 6–7(5–7), [10–8] | Michail Jelgin Alexandre Kudrjavcov | Michail Južnyj Alex Bogomolov      | Adrian Mannarino Andreas Seppi Dušan Lajović Potito Starace          |
| 24. října | Erste Bank Open Vídeň, Rakousko ATP World Tour 250 €575,250 – tvrdý (h) – 28D/32Q/16Č                                | Jo-Wilfried Tsonga 6–7(5–7), 6–3, 6–4             | Juan Martín del Potro               | Daniel Brands Kevin Anderson       | Xavier Malisse Steve Darcis Jürgen Melzer Tommy Haas                 |
| 24. října | Erste Bank Open Vídeň, Rakousko ATP World Tour 250 €575,250 – tvrdý (h) – 28D/32Q/16Č                                | Bob Bryan Mike Bryan 7–6(12–10), 6–3              | Max Mirnyj Daniel Nestor            | Daniel Brands Kevin Anderson       | Xavier Malisse Steve Darcis Jürgen Melzer Tommy Haas                 |
| 31. října | Valencia Open 500 Valencie, Španělsko ATP World Tour 500 €1,357,000 – tvrdý (h) – 32D/32Q/16Č                        | Marcel Granollers 6–2, 4–6, 7–6(7–3)              | Juan Mónaco                         | David Ferrer Juan Martín del Potro | Nikolaj Davyděnko Juan Carlos Ferrero Gaël Monfils Sam Querrey       |
| 31. října | Valencia Open 500 Valencie, Španělsko ATP World Tour 500 €1,357,000 – tvrdý (h) – 32D/32Q/16Č                        | Bob Bryan Mike Bryan 6–4, 7–6(11–9)               | Eric Butorac Jean-Julien Rojer      | David Ferrer Juan Martín del Potro | Nikolaj Davyděnko Juan Carlos Ferrero Gaël Monfils Sam Querrey       |
| 31. října | Swiss Indoors Basel Basilej, Švýcarsko ATP World Tour 500 €1,225,000 – tvrdý (h) – 32D/32Q/16Č                       | Roger Federer 6–1, 6–3                            | Kei Nišikori                        | Novak Djoković Stanislas Wawrinka  | Marcos Baghdatis Michail Kukuškin Andy Roddick Florian Mayer         |
| 31. října | Swiss Indoors Basel Basilej, Švýcarsko ATP World Tour 500 €1,225,000 – tvrdý (h) – 32D/32Q/16Č                       | Michaël Llodra Nenad Zimonjić 6–4, 7–5            | Max Mirnyj Daniel Nestor            | Novak Djoković Stanislas Wawrinka  | Marcos Baghdatis Michail Kukuškin Andy Roddick Florian Mayer         |

### Listopad
| Týden od      | Turnaj | Vítězové                            | Finalisté                            | Semifinalisté              | Čtvrtfinalisté                                                                                   |
| ------------- | --- | ----------------------------------- | ------------------------------------ | -------------------------- | ------------------------------------------------------------------------------------------------ |
| 7. listopadu  | BNP Paribas Masters Paříž, Francie ATP World Tour Masters 1000 €2,227,500 – tvrdý (h) – 48D/24Q/24Č                 | Roger Federer 6–1, 7–6(7–3)         | Jo-Wilfried Tsonga                   | John Isner Tomáš Berdych   | Novak Djoković David Ferrer Juan Mónaco Andy Murray                                              |
| 7. listopadu  | BNP Paribas Masters Paříž, Francie ATP World Tour Masters 1000 €2,227,500 – tvrdý (h) – 48D/24Q/24Č                 | Rohan Bopanna Ajsám Kúreší 6–2, 6–4 | Julien Benneteau Nicolas Mahut       | John Isner Tomáš Berdych   | Novak Djoković David Ferrer Juan Mónaco Andy Murray                                              |
| 14. listopadu | žádný turnaj se nekonal                                                                                             | žádný turnaj se nekonal             | žádný turnaj se nekonal              | žádný turnaj se nekonal    | žádný turnaj se nekonal                                                                          |
| 21. listopadu | Barclays ATP World Tour Finals Londýn, Spojené království ATP World Tour Finals £2,227,500 – tvrdý (h) – 8D/8Č (ZS) | Roger Federer 6–3, 6–7(6–8), 6–3    | Jo-Wilfried Tsonga                   | Tomáš Berdych David Ferrer | Základní skupina Novak Djoković Andy Murray (odstoupil) Janko Tipsarević Rafael Nadal Mardy Fish |
| 21. listopadu | Barclays ATP World Tour Finals Londýn, Spojené království ATP World Tour Finals £2,227,500 – tvrdý (h) – 8D/8Č (ZS) | Max Mirnyj Daniel Nestor 7–5, 6–3   | Mariusz Fyrstenberg Marcin Matkowski | Tomáš Berdych David Ferrer | Základní skupina Novak Djoković Andy Murray (odstoupil) Janko Tipsarević Rafael Nadal Mardy Fish |

### Prosinec
| Datum          | Událost                                                      | Vítěz         | Finalista | — | — |
| -------------- | ------------------------------------------------------------ | ------------- | --------- | - | - |
| 2.–4. prosince | Davis Cup by BNP Paribas, finále Sevilla, Španělsko – antuka | Španělsko 3–1 | Argentina |   |   |